# Yergevanits
 Yergevanits  (en armenio: Երգեվանք), es una fortaleza en ruina de la época medieval situada en lo alto de una montaña, en la orilla izquierda del río-afluente Tavush Aghnja al oeste de la población de Aygedzor de la provincia de Tavush de Armenia. La fortaleza pertenece a los siglos X - XIII.

## Historia
A finales del siglo XIX el obispo Makar Berkhudaryants se refirió a ella en estos términos: 

... todavía quedan paredes de la fortaleza. A pesar de que el castillo está rodeado de acantilados profundos, cubiertos de espesos arbustos, gargantas estrechas y hendiduras, el lugar no es tan inatacable. El agua en la fortaleza procedía de una fuente en el valle del lado oeste. En este desfiladero, donde hay enormes nogales, se encuentran las ruinas de un antiguo pueblo con un cementerio.

También la menciona el historiador armenio Kirakos Gandzaketsi:

... En el monasterio, que él mismo erigió, llamado Horanashatom (ya que hay muchas iglesias, de ahí su nombre (Horanashat (Arm) -. "Una gran cantidad de Horani", es decir, arcos, altares) ..), que está en contra la fortaleza Yergevanits detrás de Gardman, construyó una magnífica estructura ...